# Tohoraata
La tohoraata (gen. Tohoraata) è un cetaceo estinto, appartenente ai misticeti. Visse nell'Oligocene superiore (circa 26 milioni di anni fa) e i suoi resti fossili sono stati ritrovati in Nuova Zelanda. È uno dei più antichi misticeti noti.

## Descrizione
Questo animale doveva assomigliare vagamente a una balenottera rostrata (Balaenoptera acutorostrata), ma era più snello e dal corpo più serpentiforme. Il cranio era lungo circa 2 metri e l'intero animale doveva raggiungere gli 8 metri di lunghezza. La caratteristica principale di questo animale era data dalla presenza di curiosi forami presenti nella zona sopra le orbite dell'osso frontale. Era inoltre presente un processo zigomatico massiccio e diretto anteriormente, sprovvisto di una cresta supramastoide. Il periotico aveva un processo superiore ridotto a una bassa cresta con apici anteriore e posteriore. 

## Classificazione
Questo animale venne descritto per la prima volta nel 2014, sulla base di resti fossili ritrovati nella formazione Otekaike in Nuova Zelanda, risalente all'Oligocene superiore. I fossili della specie tipo, Tohoraata raekohao, comprendono un cranio parziale, il periotico, la bolla timpanica, una mandibola e alcune ossa postcraniche. Lo stesso studio ha permesso di attribuire i resti fossili di un cetaceo precedentemente noto come Mauicetus waitakiensis a un'altra specie di Tohoraata (T. waitakiensis). 
Il genere Tohoraata è stato attribuito agli eomisticetidi, un gruppo di balene arcaiche, precedentemente note solo in Nordamerica (Eomysticetus) e in Giappone (Yamatocetus). Questi animali furono i primi misticeti privi di denti e quindi i primi filtratori obbligati fra i cetacei. Il nome generico, Tohoraata, è una parola Maori traducibile come "balena dell'alba" (con riferimento alla sua antichità); l'epiteto specifico della specie tipo, raekohao, è invece un'altra parola maori che si può tradurre come "con buchi sulla fronte", con riferimento alla peculiare caratteristica morfologica. 